# Denîsivka, Simferopol
Denîsivka (în ucraineană Денисівка) este un sat în comuna Trudove din raionul Simferopol, Republica Autonomă Crimeea, Ucraina.

## Demografie
Componența lingvistică a localității Denîsivka
     Rusă (75,8%)
     Tătară crimeeană (16%)
     Ucraineană (7,8%)
     Alte limbi (0,2%)
Conform recensământului din 2001, majoritatea populației localității Denîsivka era vorbitoare de rusă (75,8%), existând în minoritate și vorbitori de tătară crimeeană (16%) și ucraineană (7,8%).